# Subaru Libero
De Subaru E-wagon (Libero/Sumo) was een kleine bestelwagen of personenbus. Het is een Europese variant met een 1.0 of 1.2 Subaru EF driecilinder-lijn-motorblok.

## Uitvoeringen en opties
De E-wagon was leverbaar als bestelbus met gesloten cabine, of als stationwagon met zes zitplaatsen en iconisch elektrisch panoramadak. De beschikbare opties waren o.a. inschakelbare vierwielaandrijving, draaibare voorstoelen, een trekhaak, dakdragers en een automatische ECVT versnellingsbak. Vanaf 1994 werd fulltime AWD toegevoegd aan de optielijst. Dit werd gerealiseerd door middel van een viscose koppeling tussen versnellingsbak en cardanas.

### Subaru Sambar / Dias II
De E-wagon was afgeleid van de Subaru Sambar, een bus die door zijn compacte afmetingen en kleine motorinhoud (0,36 tot 0,66 liter) voldoet aan de Japanse fiscaal aantrekkelijke kei car norm. 
De bus werd later een rebadge van de Daihatsu Hijet.

### Trivia
- De inschakelbare vierwielaandrijving was niet geschikt voor gebruik op goed geasfalteerde wegen. Dit komt doordat de E-wagon geen centraal differentieel heeft. Het in- en uitschakelen diende met constante snelheid en bij voorkeur met ingetrapte koppeling te gebeuren.
- Het model deelde motorisch en qua aandrijving veel dna met de Subaru Justy. Wel zijn er wijzigingen in onder andere de eindoverbrenging en het smeersysteem, i.v.m. de kanteling van de motor.
- De E-wagon miste veel opties die de Japanse Sambar wel kent, waaronder ABS, Airconditioning, een toerenteller, derde remlicht, dimbare spiegels, elektrische ramen en elektrisch verstelbare koplampen.

In productie:
Impreza ·
WRX STi ·
XV · 
Forester ·
Levorg ·
Legacy ·
Outback ·
BRZ

Niet meer geproduceerd:
360 · 
Sambar · 
R-2 · 
Rex (Mini Jumbo) ·
Vivio ·
Exiga ·
Justy/G3X Justy ·
1000 ·
Traviq ·
Baja ·
E-wagon (Libero) · 
1500 ·
Leone · 
Trezia · 
XT · 
SVX ·
Tribeca

Conceptauto's:
Viziv ·
B5-TPH ·
Hybrid Tourer ·
B11S
Acura · Daihatsu · Honda · Infiniti · Lexus · Mazda · Mitsubishi · Mitsuoka · Nissan · Scion · Subaru · Suzuki · Toyota